# Lagen om identitet
Lagen om identitet är en term som används inom filosofi och logik. Identitetslagen är den första tankelagen inom logiken, vilken säger, att varje begrepp är identiskt med sig självt. Lagen innebär att ett objekt är vad det är och inte något annat, det vill säga objektet har en unik identitet. 
Lagen om identitet har sitt ursprung i matematikern och filosofen Aristoteles verk. Det är en grundläggande förutsättning för axiom.

## I den analytiska traditionen
Lagen om identitet används av alla filosofiska strömningar inom formell logik. Från den tidiga renässansen och framåt kan den tanke som lagen innebär spåras i texter från Descartes, Leibniz och Locke, till den senare analytiska traditionen i Storbritannien. 
I den moderna analytiska traditionen har lagen tillskrivits vissa begränsningar eller omarbetats, eftersom lagen inte utan vidare kan användas i alla sammanhang, till exempel inom kvantfysik, såsom elektroners superposition. En viktig person som gjorde just detta var Erwin Shrödinger.

## I den kontinentala traditionen
Filosofen Hegel bröt delvis med formell logik och avvisade lagen om identitet. Han kallade lagen om identitet för en tom tautologi. Hegel hävdade att alla identiteter befinner sig i konstant förändring. Enligt Hegel så kan idén om en identitet aldrig fullständigt representera hur den faktiskt är. För Hegel är det viktigt att tänka på identitetens tidigare och framtida form (det vill säga hur objektet förändras över tid), på vem eller vad som uppfattar objektet, samt objektets plats i tid och rum. 
De flesta av Hegels efterföljare accepterar inte heller lagen om identitet.